# Christian Stövesand
Christian Stövesand (* 16. Juni 1944; † 14. März 1991 in Berlin) war ein deutscher Schauspieler, Synchron- und Hörspielsprecher.

## Leben
Christian Stövesand wurde als Sohn des Schauspielers Hermann Stövesand (1906–1992) geboren. Er studierte von 1961 bis 1964 an der Staatlichen Schauspielschule Berlin. Vom Volkstheater Rostock kommend, war er ab 1971 bis zu seinem Tod 1991 im Alter von 46 Jahren, am Deutschen Theater Berlin engagiert. Am Abend vor seinem Ableben stand er noch als Silva in Johann Wolfgang von Goethes Drama Egmont auf der Bühne. Neben seinen Theaterarbeiten war er auch für den Film und das Fernsehen vor der Kamera und als Synchronsprecher tätig. Für den Rundfunk und Schallplattenaufnahmen wirkte er in mehreren Hörspielen mit.
Sein Bruder Reinhold Stövesand (1939–2015) und seine Adoptivtochter Hella Stövesand ergriffen ebenfalls den Schauspielberuf.

## Filmografie
- 1967: Die gefrorenen Blitze
- 1968: Die Russen kommen
- 1971: Karriere
- 1973: Das unsichtbare Visier (Fernsehserie, 3 Episoden)
- 1976: Richard III. (Theateraufzeichnung)
- 1977: Polizeiruf 110: Des Alleinseins müde (Fernsehreihe)
- 1977: Die arge Legende vom gerissenen Galgenstrick (Fernsehfilm)
- 1978: Polizeiruf 110: Doppeltes Spiel
- 1979: Plantagenstraße 19 (Fernsehfilm)
- 1980: Polizeiruf 110: Der Hinterhalt
- 1981: Adel im Untergang (Fernsehzweiteiler)
- 1981: Das tapfere Schneiderlein (Fernsehfilm)
- 1983: Die traurige Geschichte von Friedrich dem Großen (Theateraufzeichnung)
- 1985: Die Rundköpfe und die Spitzköpfe (Theateraufzeichnung)
- 1987: Bebel und Bismarck (Fernsehmehrteiler)
- 1989: Konstantin und Alexander (Fernsehfilm)

## Theater
- 1966: Friedrich Schiller: Wilhelm Tell (Melchtal) – Regie: Werner Peter (Bergtheater Thale)
- 1967: Peter Weiss: Gesang vom lusitanischen Popanz – Regie: Hanns Anselm Perten (Volkstheater Rostock)
- 1969: James Baldwin: Blues für Mister Charlie (Richard) – Regie: Hanns Anselm Perten (Volkstheater Rostock)
- 1969: Rainer Kerndl: Ich bin einem Mädchen begegnet – Regie: Heiner Carow  (Volkstheater Rostock)
- 1972: Ulrich Plenzdorf: Die neuen Leiden des jungen W. – Regie: Horst Schönemann (Deutsches Theater Berlin)
- 1973: Volker Braun: Die Kipper – Regie: Klaus Erforth/Alexander Stillmark (Deutsches Theater Berlin)
- 1976: Georg Hirschfeld: Pauline – Regie: Alexander Lang (Deutsches Theater Berlin)
- 1976: Arnold Wesker: Tag für Tag (Gutsverwalter) – Regie: Horst Schönemann (Deutsches Theater Berlin – Kammerspiele)
- 1977: Heinrich von Kleist: Michael Kohlhaas (Junker) – Regie: Adolf Dresen (Deutsches Theater Berlin)
- 1980: Sophokles: Elektra  – Regie: Friedo Solter (Deutsches Theater Berlin)
- 1981: Waleri Agranowski: Kümmert Euch um Malachow – Regie: Erhard Marggraf (Deutsches Theater im Palast der Republik Berlin – Jugendtreff)
- 1981: William Shakespeare: Ein Sommernachtstraum – Regie: Alexander Lang (Deutsches Theater Berlin)
- 1982: Max Frisch: Biedermann und die Brandstifter (Feuerwehrmann) – Regie: Cox Habbema (Palast der Republik Berlin – Theater im Palast)
- 1983: Johann Wolfgang von Goethe: Faust. Der Tragödie zweiter Teil – Regie: Friedo Solter (Deutsches Theater Berlin)
- 1983: Bertolt Brecht: Die Rundköpfe und die Spitzköpfe (Herr Peruiner) – Regie: Alexander Lang (Deutsches Theater Berlin)
- 1985: Christian Dietrich Grabbe: Herzog Theodor von Gothland – Regie: Alexander Lang (Deutsches Theater Berlin)
- 1985: Brian Friel: Die Verlierer (Andy) – Regie: Johanna Clas (Deutsches Theater Berlin – Kammerspiele)
- 1985: Pedro Calderón de la Barca: Das Leben ist Traum (Insurgent) – Regie: Friedo Solter (Deutsches Theater Berlin)
- 1988: Volker Braun: Transit Europa (Polizist) – Regie: Friedo Solter (Deutsches Theater Berlin – Kammerspiele)
- 1988: Ernst Barlach: Die echten Sedemunds (Wachtmeister Lämmchen) – Regie: Rolf Winkelgrund (Deutsches Theater Berlin)

## Hörspiele
- 1968: Harriet Beecher Stowe: Onkel Toms Hütte (George) – Regie: Christine van Santen (Kinderhörspiel – Litera)
- 1978: Gerd Zebahl: Schwarz angelaufenes Silber (Riebe) – Regie: Gerhard Respondek (Kriminalhörspiel/Kurzhörspiel – Rundfunk der DDR)
- 1978: Sibylle Durian: Konferenz der Märchen (Prinz) – Regie: Detlef Kurzweg (Kinderhörspiel – Rundfunk der DDR)
- 1978: Günther Schiffel: Ratugewi (Roboter) – Regie: Detlef Kurzweg (Kinderhörspiel – Rundfunk der DDR)
- 1984: Charles Perrault: Riquet und Mirabelle (Marquis de Beauvais) – Regie: Karin Lorenz (Kinderhörspiel – Litera)
- 1986: Joachim Nowotny: Adebar und Kunikunde (Orkanus) – Regie: Karlheinz Liefers (Kinderhörspiel – Rundfunk der DDR)

## Synchronisation
- 1974: Oleg Widow als Wolodja in Moskau, meine Liebe